# Kaźmierzewo (powiat nakielski)
Kaźmierzewo – wieś w Polsce położona w województwie kujawsko-pomorskim, w powiecie nakielskim, w gminie Mrocza.

## Historia
Wieś założona według miejscowej legendy w 1838 roku, chociaż bardziej prawdopodobny wydaje się rok 1848, gdy część Witosławia zamieszkiwana przez chłopów pańszczyźnianych, po ich uwłaszczeniu, została osobną osadą.
We wsi działa Koło gospodyń wiejskich (KGW), założone w lipcu 1965 r.

## Podział administracyjny
W latach 1954–1957 wieś należała i była siedzibą władz gromady Kaźmierzewo, po jej zniesieniu w gromadzie Witosław. W latach 1975–1998 miejscowość należała administracyjnie do województwa bydgoskiego.

## Demografia
Według Narodowego Spisu Powszechnego (III 2011 r.) liczyła 185 mieszkańców. Jest czternastą co do wielkości miejscowością gminy Mrocza.